# Anis Boussaïdi
Anis Boussaïdi, né le 10 avril 1981 au Bardo (Tunisie), est un footballeur international tunisien qui évolue au poste de défenseur latéral droit.

## Biographie
Formé au Stade tunisien, Boussaïdi peut jouer en tant qu'arrière droit ou gauche. En 2004, il part pour l'Ukraine et joue au Metalurh Donetsk. 
En 2007, il est mis à l'essai par l'AS Monaco qui voit en lui une potentielle doublure de Leandro Cufré. En juin 2008, Boussaïdi signe un contrat en faveur de l'équipe autrichienne du Red Bull Salzbourg.

## Palmarès
- Jeux méditerranéens :
  - Vainqueur : 2001
- Coupe de Tunisie de football :
  - Vainqueur : 2003
- Championnat d'Autriche de football :
  - Vainqueur : 2009, 2010